# Slovenska hokejska liga 2010/2011
Sezóna 2010/2011 byla 20. sezónou Slovinské ligy a 2. sezónou, kdy se liga hrála jako turnaj na konci sezóny mezi slovinskými týmy účastnícími se EBEL a Slohokej ligy. Mistrem se stal tým HK Acroni Jesenice.

## Základní skupiny

### Základní skupina A
| Poř. | Tým                 | Z | V | P | VP | PP | Skóre | +/- | B  |
| ---- | ------------------- | - | - | - | -- | -- | ----- | --- | -- |
| 1.   | HDD Olimpija Lublaň | 4 | 4 | 0 | 0  | 0  | 36:4  | +32 | 12 |
| 2.   | HK Triglav Kranj    | 4 | 1 | 2 | 0  | 1  | 6:19  | -13 | 4  |
| 3.   | Slavija Lublaň      | 4 | 0 | 3 | 1  | 0  | 6:25  | -19 | 2  |

### Základní skupina B
| Poř. | Tým            | Z | V | P | VP | PP | Skóre | +/- | B  |
| ---- | -------------- | - | - | - | -- | -- | ----- | --- | -- |
| 1.   | HK Jesenice    | 4 | 4 | 0 | 0  | 0  | 33:4  | +29 | 12 |
| 2.   | HD HS Olimpija | 4 | 2 | 2 | 0  | 0  | 23:12 | +11 | 6  |
| 3.   | HDD Bled       | 4 | 0 | 4 | 0  | 0  | 4:44  | -40 | 0  |

## Play off

### O 3. místo
- HD HS Olimpija - HK Triglav Kranj 2:1 (3:5, 6:2, 6:1)

### Finále
- HK Acroni Jesenice - HDD Olimpija Lublaň 4:0 (3:2 P, 2:1, 4:2, 4:2)